# Ed Derix
Ed Derix (Horst, 24 december 1945) is een voormalig Nederlands voetballer die als doelman tijdens zijn profloopbaan uitsluitend voor FC VVV uitkwam.
Derix begon zijn voetbalcarrière bij amateurclub RKSV Wittenhorst waarmee hij in 1966 onder leiding van trainer Jan Schatorjé kampioen werd in de Derde klasse. Twee jaar later maakte hij de overstap naar FC VVV waar hij na het vertrek van reserve-doelman Piet Schroemges samen met Piet Kowcz moest uitmaken wie tweede keus zou worden achter Frans Swinkels die aan zijn laatste profseizoen begon. Derix stond in het seizoen 1968-69 tien keer onder de lat bij de Venlose tweededivisionist, maar kon evenals zijn concurrent Kowcz niet overtuigen. Voor aanvang van het seizoen 1969-70 trok de nieuwe VVV-trainer Theo Breukers liefst twee nieuwe keepers aan, Mat Teeuwen en Leo Vervoort, zodat Derix nu tot derde keus werd gedegradeerd. Als dank voor bewezen diensten mocht hij dat seizoen op de laatste speeldag nog eenmaal onder de lat staan, in de thuiswedstrijd tegen SC Gooiland (4-1 verlies). Na zijn afscheid van het betaald voetbal keepte Derix nog bij onder meer SV Panningen.

## Profstatistieken
| Seizoen         | Club            | Competitie      | Competitie | Competitie | Beker | Beker | Overige | Overige | Totaal | Totaal |
| Seizoen         | Club            | Competitie      | Wed.       | Dlp.       | Wed.  | Dlp.  | Wed.    | Dlp.    | Wed.   | Dlp.   |
| --------------- | --------------- | --------------- | ---------- | ---------- | ----- | ----- | ------- | ------- | ------ | ------ |
| 1968/69         | FC VVV          | Tweede divisie  | 10         | 0          | 1     | 0     | —       | —       | 11     | 0      |
| 1969/70         | FC VVV          | Tweede divisie  | 1          | 0          | 0     | 0     | —       | —       | 1      | 0      |
| Carrière totaal | Carrière totaal | Carrière totaal | 11         | 0          | 1     | 0     | 0       | 0       | 12     | 0      |